# Washington Tais
Washington Eduardo Tais Bidegaín (ur. 21 grudnia 1972 w Montevideo, Urugwaj) – piłkarz urugwajski grający na pozycji obrońcy w stołecznym Danubio FC, były reprezentant Urugwaju.

## Kariera klubowa
Tais karierę klubową rozpoczynał w 1993 roku w urugwajskim Club Atlético Peñarol. Z tym klubem 5 razy został mistrzem Urugwaju. Podczas 5 sezonów w tym klubie rozegrał 78 meczów, w których łącznie strzelił 24 bramki. W 1997 roku wyjechał do Hiszpanii by grać w tamtejszym Racingu Santander. Z tym klubem znaczących sukcesów nie zdobył. Podczas 4 sezonów w tym klubie zdobył 4 bramki w 112 meczach. W 2001 roku przeniósł się do innego hiszpańskiego klubu, Betisu Sevilla. Z tym klubem raz zdobył Puchar Hiszpanii. W 2005 roku zdecydował się zakończyć karierę. Jednak w 2010 roku reaktywował ją w urugwajskim Danubio FC.

## Kariera reprezentacyjna
Tais w reprezentacji Urugwaju zadebiutował 18 stycznia 1995 roku w meczu towarzyskim zremisowanym 2:2 z reprezentacją Hiszpanii. Tais wszedł w tym meczu w 46 minucie meczu z ławki dla rezerwowych. Tais z reprezentacją Urugwaju nie miał okazji występować na Mistrzostwach Świata. Podczas 7 lat w reprezentacji Tais rozegrał w niej 18 meczów.